# Ichijō Fusamichi
Ichijō Fusamichi (一条 房通, [[[1508]] - 1556] Erro: {{japonês}}: texto da transliteração contém caractere não latino (pos 19) (ajuda)), foi um nobre do período Muromachi da História do Japão. Foi o décimo líder do Ramo Ichijō do Clã Fujiwara.

## Vida
Fusamichi foi o segundo filho de Fusaie e foi adotado por seu tio Fuyura.

## Carreira
Fusamichi serviu os seguintes imperadores: Go-Kashiwabara (1517-1526) e Go-Nara (1526-1556).
Fusamichi entrou para a corte em 30 de abril de 1517 aos 9 anos servindo na Ala Esquerda da Guarda do Palácio (Sachūjō).
Em 1539 Fusamichi foi nomeado Naidaijin no governo do Imperador Go-Nara, serviu como Udaijin em 1541, promovido a Sadaijin em 1542, passando a atuar como Kanpaku entre 1545 e 1548.
Contraiu matrimonio com uma das filhas de seu pai adotivo e teve três filhos: Ichijō Kanefuyu, Ichijō Uchimoto e Ichijō Kanesada.
| Precedido por Ichijō Fuyura        | -- 10º Líder dos Ichijō Fujiwara 1514-1548 | Sucedido por Ichijō Kanefuyu   |
| Precedido por Takatsukasa Tadafuyu | Kanpaku 1545-1548                          | Sucedido por Nijō Haruyoshi    |
| Precedido por Takatsukasa Tadafuyu | 126º Sadaijin 1542-1546                    | Sucedido por Sanjō Kinyori     |
| Precedido por Takatsukasa Tadafuyu | 187º Udaijin 1541-1542                     | Sucedido por Sanjōnishi Kineda |